# Rudolf Schöttler

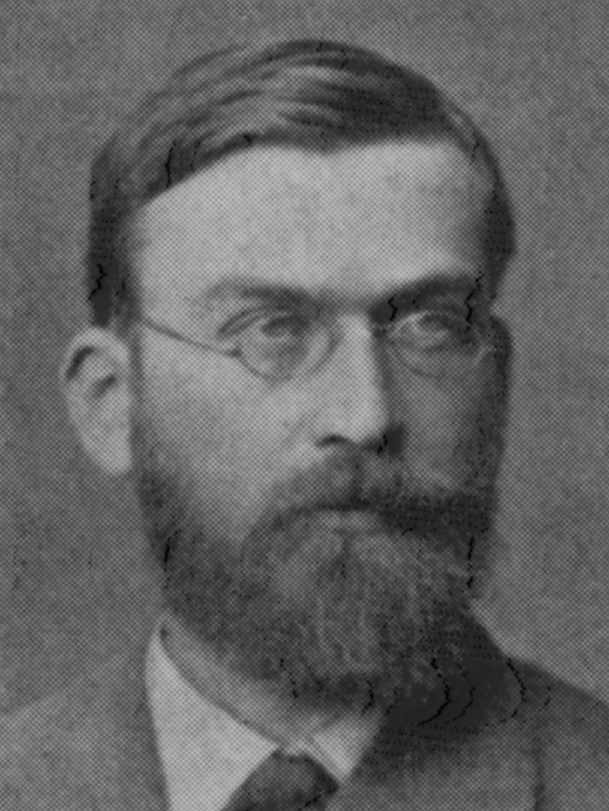
Rudolf Schöttler

Friedrich Rudolf August Schöttler (* 4. Juni 1850 in Domersleben; † 17. Dezember 1924 in Braunschweig) war ein deutscher Ingenieur und Hochschullehrer. 

## Leben
Rudolf Schöttler war der Sohn von Wilhelm Schöttler, dem langjährigen Direktor der Braunschweigischen Maschinenbauanstalt. Er besuchte Schulen in Magdeburg und Braunschweig. Von 1866 bis 1870 studierte er am Polytechnikum Braunschweig. Danach war er in der Maschinenfabrik Buckau und der Braunschweigischen Maschinenbauanstalt praktisch tätig. In den Jahren 1873 und 1874 diente er als Einjährig-Freiwilliger beim Berliner Eisenbahn-Bataillon. Nach dem Militärdienst arbeitete Schöttler als Konstrukteur bei der Kölnischen Maschinenfabrik Bayenthal und bei der A. Spengler Maschinenfabrik in Mönchengladbach. Im Anschluss unterrichtete er zwei Jahre lang an der Maschinenbauschule in Einbeck.
1879 bestand Schöttler die Prüfung für das Lehramt an preußischen Gewerbeschulen. Im selben Jahr begann seine Hochschullaufbahn, zunächst als Privatdozent an der Technischen Hochschule Hannover mit den Lehrgebieten Gas- und Luftmaschinen, Kältemaschinen, Pulsometer und Elektromechanik. Zum Jahresbeginn 1885 wurde er Dozent an der Technischen Hochschule Braunschweig, um am 1. April desselben Jahres ordentlicher Professor für Mechanik und Maschinenbauwesen. Von 1908 bis 1910 war er Rektor der Hochschule. Er blieb bis zu seiner Emeritierung im Oktober 1920 an der Technischen Hochschule Braunschweig. Mehrere Rufe anderer Hochschulen lehnte er ab. Das von ihm verfasste Fachbuch Die Gasmaschine erschien in mehreren Auflagen.
Rudolf Schöttler war Mitglied des Vereins Deutscher Ingenieure (VDI). Dessen Vorstandsrat gehörte er insgesamt 25 Jahre lang an. Daneben war er VDI-Vorstandsmitglied in den Jahren 1897 und 1898. Auf Basis seiner Vorarbeiten bot der VDI ab 1909 Weiterbildungsveranstaltungen für Diplom-Ingenieure an. Schöttler war von 1897 bis 1907 Stadtverordneter von Braunschweig, im Anschluss bis 1916 unbesoldeter Stadtrat.
1906 wurde Rudolf Schöttler mit dem Titel Geheimer Hofrat geehrt. 1909 verlieh ihm die Technische Hochschule Hannover die Ehrendoktor-Würde. Im Juni 1922 wurde er auf der VDI-Hauptversammlung zum Ehrenmitglied gewählt. Auch der Braunschweiger Bezirksverein des VDI ernannte ihn zum Ehrenmitglied.
Rudolf Schöttler war verheiratet. Er starb zusammen mit seiner Frau bei einem Unfall durch eine Kohlenstoffmonoxidvergiftung. 